# Chasmanthium latifolium
Espèce
Synonymes
- Uniola latifolia Michx.

Chasmanthium latifolium est une espèce de plantes monocotylédones de la famille des Poaceae (graminées), sous-famille des Panicoideae, originaire d'Amérique du Nord .
Cette espèce originaire du Sud-Est des États-Unis est la seule du genre qui soit cultivée pour des raisons ornementales. Ses épillets inclinés, longuement pédicellés, très aplatis, mesurent près de 2 cm, sont décoratifs par ses fleurs régulièrement disposées de chaque côté de l'axe. Les inflorescences séchées sont utilisées pour confectionner des bouquets secs.
Elle forme de larges touffes aux feuilles vert clair, larges de 1 à 2 cm, et qui deviennent jaunes à l’automne. Les tiges atteignent 1,5 m.
Elle est également cultivée pour ses qualités fourragères.

## Description

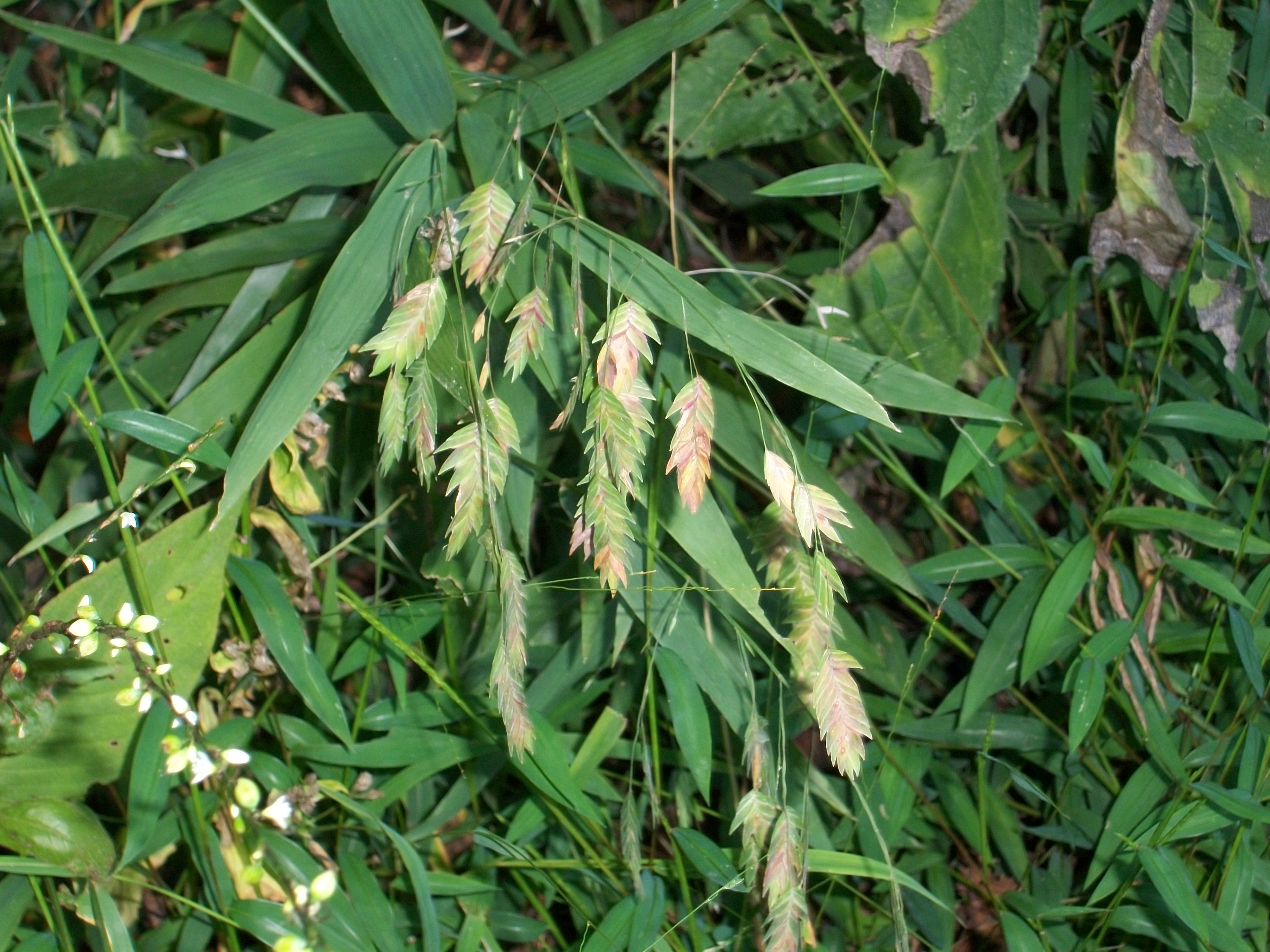
Épillets.

Chasmanthium latifolium  est une plante herbacée vivace, cespiteuse, aux rhizomes courts, au tiges (chaimes) de 100 à 150 cm de long.
Les feuilles ont un limbe lancéolé de 9 à 20 cm de long sur 10 à 20 mm de large, présentant des nervures transverses distinctes, et une ligule membraneuse ciliée.
L'inflorescence est une panicule ovale, ouverte, de 10 à 35 cm de long, aux ramifications primaire retombantes.
Les épillets solitaires, pédicellés, pendants, elliptiques ou ovales, comprimés latéralement, ont 20 à 40 mm de long sur 6 à 16 mm de large. Ils comprennent 1 à 2 fleurons stériles à la base, 5 à 15 (voire 25) fleurons fertiles, avec des fleurons réduits à l'apex. A maturité, ils se désarticulent sous chaque fleuron fertile.
Ils sont sous-tendus par deux glumes similaires de 5 à 7 mm de long, persistantes, herbacées, plus courtes que l'épillet. La glume supérieure a une longueur égale à 50 à 70 % de celle de la lemme adjacente.
Les fleurons présentent un callus pileux et comptent deux lodicules charnus, cunées et une anthère jaune de 4 mm de long. Leur taille diminue de la base vers l'apex de l'épillet.
Le fruit est un caryopse au péricarpe adhérent, ovoïde, comprimé latéralement,de 2 à 2,5 mm de long.

## Distribution et habitat
L'aire de répartition de Chasmanthium latifolium couvre une grande partie du quart nord-est des États-Unis, du New Jersey, du Michigan et du Wisconsin jusqu'au Texas et à l'Arizona, et s'étend vers le nord dans le Manitoba (Canada) et vers le sud dans le nord-est du Mexique.
La plante se rencontre le long des rives des cours d'eau et dans les bois de feuillus.